# Янчевський Олег Владиславович
Олег Владиславович Янчевський (нар. 13 травня 1964 (за іншими даними — 13 травня 1954), Українська РСР) — радянський український футболіст та тренер, виступав на позиції півзахисника.

## Клубна кар'єра
На клубному рівні виступав за «Автомобіліст» (Суми), «Турбіну» (Набережні Челни), СКА (Львів), «Зміну» (Комсомольськ-на-Амурі), «Спартак» (Житомир), «Прогрес» (Бердичів) та польську «Одру» (Хойна).

## Кар'єра тренера
По завершенні кар'єри гравця розпочав тренерську діяльність. Спочатку допомогав тренувати клуби «Зміна» (Комсомольськ-на-Амурі), «Керамік» (Баранівка), Славутич-ЧАЕС та «Сокіл» (Золочів). У липні 2001 року виконував обов'язки головного тренера «Фрунзенця-Ліги-99». Потім працював на посаді спортивного директора в клубах «Житичі» (Житомир) та «Інтер» (Боярка). Працював виконавчим директором Житомирської обласної федерації футболу, а 29 липня 2016 року звільнений з вище вказаної посади. Голова футбольної асоціації міста Коростишева та член Асоціації футболу Житомирської області.